# Make It Mine
"Make It Mine" là một bài hát của Jason Mraz. Đây là đĩa đơn thứ 2 trong album We Sing. We Dance. We Steal Things. phát hành ngày 2 tháng 9 năm 2008. Ca khúc được sử dụng trong mùa thứ ba của chương trình truyền hình Brothers & Sisters vào ngày 28 tháng 9 năm 2008. Ca khúc đoạt giải Trình diễn Giọng Pop Nam Xuất sắc nhất tại Giải Grammy lần thứ 52.

## Danh sách bài hát
1. "Make It Mine" – 3:08

## Xếp hạng
| Bảng xếp hạng (2008)                   | Vị trí |
| -------------------------------------- | ------ |
| Dutch Top 40                           | 16     |
| German Singles Chart                   | 100    |
| Swedish Singles Chart                  | 24     |
| U.S. Billboard Hot Adult Top 40 Tracks | 34     |
| UK Singles Chart                       | 82     |